# Olympische Winterspiele 2022/Eiskunstlauf
Bei den XXIV. Olympischen Winterspielen 2022 in Peking wurden fünf Wettbewerbe im Eiskunstlauf ausgetragen. Neben jeweils einem Einzelwettbewerb pro Geschlecht fanden drei Mixed-Wettbewerbe statt. Austragungsort war das Hauptstadt-Hallenstadion.

## Bilanz

### Medaillenspiegel
| Platz  | Land               | Gold | Silber | Bronze | Gesamt |
| ------ | ------------------ | ---- | ------ | ------ | ------ |
| 1      | Vereinigte Staaten | 2    | 1      | 1      | 4      |
| 2      | ROC                | 1    | 3      | 2      | 6      |
| 3      | China              | 1    | —      | —      | 1      |
| 3      | Frankreich         | 1    | —      | —      | 1      |
| 5      | Japan              | —    | 2      | 2      | 4      |
| Gesamt | Gesamt             | 5    | 5      | 5      | 15     |

### Medaillengewinner
| Disziplin      | Gold | Silber | Bronze |
| -------------- | --- | --- | --- |
| Männer Einzel  | Nathan Chen (USA) | Yūma Kagiyama (JPN) | Shōma Uno (JPN) |
| Frauen Einzel  | Anna Schtscherbakowa (ROC) | Alexandra Trussowa (ROC)                                                                                               | Kaori Sakamoto (JPN)                                                                                                |
| Paarlauf       | Sui Wenjing / Han Cong (CHN) | Jewgenija Tarassowa / Wladimir Morosow (ROC)                                                                           | Anastassija Mischina / Alexander Galljamow (ROC)                                                                    |
| Eistanz        | Gabriella Papadakis / Guillaume Cizeron (FRA) | Wiktorija Sinizina / Nikita Kazalapow (ROC)                                                                            | Madison Hubbell / Zachary Donohue (USA)                                                                             |
| Teamwettbewerb | Vereinigte StaatenNathan Chen Vincent Zhou Karen Chen Alexa Scimeca Knierim / Brandon Frazier Madison Hubbell / Zachary Donohue Madison Chock / Evan Bates | JapanShōma Uno Yūma Kagiyama Wakaba Higuchi Kaori Sakamoto Riku Miura / Ryūichi Kihara Misato Komatsubara / Tim Koleto | ROCMark Kondratjuk Kamila Walijewa Anastassija Mischina / Alexander Galljamow Wiktorija Sinizina / Nikita Kazalapow |

## Qualifikation
| Nation             | Männer | Frauen | Paarlauf | Eistanz | Zusatz | Team | Athleten |
| ------------------ | ------ | ------ | -------- | ------- | ------ | ---- | -------- |
| Armenien           |        |        |          | 1       |        |      | 2        |
| Aserbaidschan      | 1      | 1      |          |         |        |      | 2        |
| Australien         | 1      | 1      |          |         |        |      | 2        |
| Belarus            | 1      | 1      |          |         |        |      | 2        |
| Belgien            |        | 1      |          |         |        |      | 1        |
| Bulgarien          |        | 1      |          |         |        |      | 1        |
| China              | 1      | 1      | 2        | 1       |        | X    | 8        |
| Deutschland        |        | 1      | 1        | 1       | 1      | X    | 6        |
| Estland            | 1      | 1      |          |         |        |      | 2        |
| Finnland           |        | 1      |          | 1       |        |      | 3        |
| Frankreich         | 2      |        |          | 1       |        |      | 4        |
| Georgien           | 1      | 1      | 1        | 1       |        | X    | 6        |
| Großbritannien     |        | 1      |          | 1       |        |      | 3        |
| Israel             | 1      |        | 1        |         |        |      | 3        |
| Italien            | 2      |        | 2        | 1       | 1      | X    | 9        |
| Japan              | 3      | 3      | 1        | 1       |        | X    | 10       |
| Kanada             | 2      | 1      | 2        | 3       |        | X    | 13       |
| Lettland           | 1      |        |          |         |        |      | 1        |
| Litauen            |        |        |          | 1       |        |      | 2        |
| Mexiko             | 1      |        |          |         |        |      | 1        |
| Niederlande        |        | 1      |          |         |        |      | 1        |
| Österreich         |        | 1      | 1        |         |        |      | 3        |
| Polen              |        | 1      |          | 1       |        |      | 3        |
| ROC                | 3      | 3      | 3        | 3       |        | X    | 18       |
| Schweden           | 1      | 1      |          |         |        |      | 2        |
| Schweiz            | 1      | 1      |          |         |        |      | 2        |
| Spanien            |        |        | 1        | 1       |        |      | 4        |
| Südkorea           | 2      | 2      |          |         |        |      | 4        |
| Tschechien         | 1      | 1      | 1        | 1       |        | X    | 6        |
| Ukraine            | 1      | 1      |          | 1       | 2      | X    | 6        |
| Ungarn             |        |        | 1        |         |        |      | 2        |
| Vereinigte Staaten | 3      | 3      | 2        | 3       |        | X    | 16       |
| Gesamt: 32 NOKs    | 30     | 30     | 19       | 23      | 4      | (10) | 148      |

## Zeitplan
| Datum       | Ortszeit | MEZ   | Disziplin                              |
| ----------- | -------- | ----- | -------------------------------------- |
| 4. Februar  | 9:30     | 2:30  | Teamwettbewerb – Kurzprogramm Männer   |
| 4. Februar  | 9:30     | 2:30  | Teamwettbewerb – Kurzprogramm Frauen   |
| 4. Februar  | 9:30     | 2:30  | Teamwettbewerb – Kurztanz Eistanz      |
| 6. Februar  | 9:30     | 2:30  | Teamwettbewerb – Kurzprogramm Paarlauf |
| 6. Februar  | 9:30     | 2:30  | Teamwettbewerb – Kür Männer            |
| 7. Februar  | 10:30    | 3:30  | Teamwettbewerb – Kür Paarlauf          |
| 7. Februar  | 10:30    | 3:30  | Teamwettbewerb – Kürtanz Eistanz       |
| 7. Februar  | 10:30    | 3:30  | Teamwettbewerb – Kür Frauen            |
| 8. Februar  | 9:15     | 2:15  | Männer Kurzprogramm                    |
| 10. Februar | 9:30     | 2:30  | Männer Kür                             |
| 12. Februar | 19:00    | 12:00 | Eistanz Rhythmustanz                   |
| 14. Februar | 9:15     | 2:15  | Eistanz Kürtanz                        |
| 15. Februar | 18:00    | 11:00 | Frauen Kurzprogramm                    |
| 17. Februar | 18:00    | 11:00 | Frauen Kür                             |
| 18. Februar | 18:30    | 11:30 | Paarlauf Kurzprogramm                  |
| 19. Februar | 19:00    | 12:00 | Paarlauf Kür                           |
| 20. Februar | 12:00    | 5:00  | Gala                                   |

## Ergebnisse

### Männer-Einzel
| Platz | Land | Athlet               | KP     | Kür    | Punkte |
| ----- | ---- | -------------------- | ------ | ------ | ------ |
| 1     | USA  | Nathan Chen          | 113,97 | 218,63 | 332,60 |
| 2     | JPN  | Yūma Kagiyama        | 108,12 | 201,93 | 310,05 |
| 3     | JPN  | Shōma Uno            | 105,90 | 187,10 | 293,00 |
| 4     | JPN  | Yuzuru Hanyū         | 095,15 | 188,06 | 283,21 |
| 5     | KOR  | Cha Jun-hwan         | 099,51 | 182,87 | 282,38 |
| 6     | USA  | Jason Brown          | 097,24 | 184,00 | 281,24 |
| 7     | ITA  | Daniel Grassl        | 090,64 | 187,43 | 278,07 |
| 8     | ROC  | Jewgeni Semenenko    | 095,76 | 178,37 | 274,13 |
| 9     | CHN  | Jin Boyang           | 090,98 | 179,45 | 270,43 |
| 10    | GEO  | Moris Qwitelaschwili | 097,98 | 170,64 | 268,62 |

### Frauen-Einzel
| Platz | Land | Athletin             | KP    | Kür    | Punkte |
| ----- | ---- | -------------------- | ----- | ------ | ------ |
| 1     | ROC  | Anna Schtscherbakowa | 80,20 | 175,75 | 255,95 |
| 2     | ROC  | Alexandra Trussowa   | 74,60 | 177,13 | 251,73 |
| 3     | JPN  | Kaori Sakamoto       | 79,84 | 153,29 | 233,13 |
| 4     | ROC  | Kamila Walijewa      | 82,16 | 141,93 | 224,09 |
| 5     | JPN  | Wakaba Higuchi       | 73,51 | 140,93 | 214,44 |
| 6     | KOR  | You Young            | 70,34 | 142,75 | 213,09 |
| 7     | USA  | Alysa Liu            | 69,50 | 139,45 | 208,95 |
| 8     | BEL  | Loena Hendrickx      | 70,09 | 136,70 | 206,79 |
| 9     | KOR  | Kim Ye-lim           | 67,78 | 134,85 | 202,63 |
| 10    | USA  | Mariah Bell          | 65,38 | 136,92 | 202,30 |

### Paarlauf
| Platz | Land | Paar                                       | KP    | Kür    | Punkte |
| ----- | ---- | ------------------------------------------ | ----- | ------ | ------ |
| 1     | CHN  | Sui Wenjing / Han Cong                     | 84,41 | 155,47 | 239,88 |
| 2     | ROC  | Jewgenija Tarassowa / Wladimir Morosow     | 84,25 | 155,00 | 239,25 |
| 3     | ROC  | Anastassija Mischina / Alexander Galljamow | 82,76 | 154,95 | 237,71 |
| 4     | ROC  | Alexandra Boikowa / Dmitri Koslowski       | 78,59 | 141,91 | 220,50 |
| 5     | CHN  | Peng Cheng / Jin Yang                      | 76,10 | 138,74 | 214,84 |
| 6     | USA  | Alexa Scimeca Knierim / Brandon Frazier    | 74,23 | 138,45 | 212,68 |
| 7     | JPN  | Riku Miura / Ryūichi Kihara                | 70,85 | 141,04 | 211,89 |
| 8     | USA  | Ashley Cain-Gribble / Timothy LeDuc        | 74,13 | 123,92 | 198,05 |
| 9     | GEO  | Karina Safina / Luka Berulawa              | 66,11 | 126,33 | 192,44 |
| 10    | CAN  | Kirsten Moore-Towers / Michael Marinaro    | 62,51 | 118,86 | 181,37 |

Kurzprogramm: 18. Februar 2022, 18:30 Uhr (Ortszeit), 11:30 Uhr (MEZ)
Kür: 19. Februar 2022, 19:00 Uhr (Ortszeit), 12:00 Uhr (MEZ)

### Eistanz
| Platz | Land | Paar                                         | RT    | Kür    | Punkte |
| ----- | ---- | -------------------------------------------- | ----- | ------ | ------ |
| 1     | FRA  | Gabriella Papadakis / Guillaume Cizeron      | 90,83 | 136,15 | 226,98 |
| 2     | ROC  | Wiktorija Sinizina / Nikita Kazalapow        | 88,85 | 131,66 | 220,51 |
| 3     | USA  | Madison Hubbell / Zachary Donohue            | 87,13 | 130,89 | 218,02 |
| 4     | USA  | Madison Chock / Evan Bates                   | 84,14 | 130,63 | 214,77 |
| 5     | ITA  | Charlène Guignard / Marco Fabbri             | 82,68 | 124,37 | 207,05 |
| 6     | ROC  | Alexandra Stepanowa / Iwan Bukin             | 84,09 | 120,98 | 205,07 |
| 7     | CAN  | Piper Gilles / Paul Poirier                  | 83,52 | 121,26 | 204,78 |
| 8     | ESP  | Olivia Smart / Adrián Díaz                   | 77,70 | 121,41 | 199,11 |
| 9     | CAN  | Laurence Fournier Beaudry / Nikolaj Sørensen | 78,54 | 113,81 | 192,35 |
| 10    | GBR  | Lilah Fear / Lewis Gibson                    | 76,45 | 115,19 | 191,64 |

Kurztanz: 12. Februar 2022, 19:00 Uhr (Ortszeit), 12:00 Uhr (MEZ)
Kürtanz: 14. Februar 2022, 9:15 Uhr (Ortszeit), 2:15 Uhr (MEZ)

### Teamwettbewerb
| Platz | Land | Athleten | Punkte |
| ----- | ---- | --- | ------ |
| 1     | USA  | Nathan Chen Vincent Zhou Karen Chen Alexa Scimeca Knierim / Brandon Frazier Madison Hubbell / Zachary Donohue Madison Chock / Evan Bates | 65     |
| 2     | JPN  | Shōma Uno Yūma Kagiyama Wakaba Higuchi Kaori Sakamoto Riku Miura / Ryūichi Kihara Misato Komatsubara / Tim Koleto                        | 63     |
| 3     | ROC  | Mark Kondratjuk Kamila Walijewa Anastassija Mischina / Alexander Galljamow Wiktorija Sinizina / Nikita Kazalapow                         | 54     |
| 4     | CAN  | Roman Sadovsky Madeline Schizas Kirsten Moore-Towers / Michael Marinaro Vanessa James / Eric Radford Piper Gilles / Paul Poirier         | 53     |
| 5     | CHN  | Jin Boyang Zhu Yi Sui Wenjing / Han Cong Peng Cheng / Jin Yang Wang Shiyue / Liu Xinyu                                                   | 50     |
| 6     | GEO  | Moris Qwitelaschwili Anastassija Gubanowa Karina Safina / Luka Berulawa Maria Kasakowa / Georgi Rewia                                    | 22     |
| 7     | ITA  | Daniel Grassl Lara Naki Gutmann Nicole Della Monica / Matteo Guarise Charlène Guignard / Marco Fabbri                                    | 20     |
| 8     | CZE  | Michal Březina Eliška Březinová Jelizaveta Žuková / Martin Bidař Natálie Taschlerová / Filip Taschler                                    | 15     |

Kurzprogramm (Männer, Frauen, Eistanz): 4. Februar 2022, 9:30 Uhr (Ortszeit), 2:30 Uhr (MEZ)
Kurzprogramm Paarlauf, Kür Männer: 6. Februar 2022, 9:30 Uhr (Ortszeit), 2:30 Uhr (MEZ)
Kür (Paarlauf, Eistanz, Frauen): 7. Februar 2022, 10:30 Uhr (Ortszeit), 3:30 Uhr (MEZ)
Kamila Walijewa wurde wegen Doping disqualifiziert. Daher wurden ihre Punkte aus der Wertung entfernt und somit rutsche  ROC vom ersten auf den dritten Platz ab.